# شارلی موسونو
شارلی موسونو (انگلیسی: Charly Moussono؛ زادهٔ ۱۵ نوامبر ۱۹۸۴) بازیکن فوتبال اهل گابن بود.
وی همچنین در تیم‌های ملی فوتبال تیم ملی فوتبال ساحلی کامرون و گابن بازی کرده است.